# کانینگهام ۱۷۵۴
سیارک ۱۷۵۴ (به انگلیسی: 1754 Cunningham، نامگذاری:1935FE) هزار و هفتصد و پنجاه و چهارمین سیارک کشف شده‌است که در ۲۹ مارس ۱۹۳۵ کشف شد.
قدر مطلق سیارک برابر ۹٫۷۷ است.